# 烘爐塞山
烘爐塞山（Honglushishan），又名烘爐地山、南勢角山，俗名「烘爐地」，位於台灣新北市中和區與新店區的交界處，標高302公尺，為台灣小百岳之一。烘爐塞山為天上山列的最東端，山中有許多廟宇，其中以供奉福德正神的南山福德宮規模最大，是台灣北部最有名的土地廟之一。烘爐地山區有登山步道，為新北市熱門的踏青地點之一。

## 交通方式
- 自行開車：
  - 國道三號：

1. 由中和交流道下，右轉中正路至南山路，右轉至興南路至二段399巷（兩線道），左轉後續行約500公尺在登山口附近路邊停車，或再續走上行約1公里到達烘爐地（大型）停車場（約 2-300 個大小車位）。

1. 由安坑交流道下，往安坑方向走到底右轉安康路，過1個路口右轉安和路，直走續行中和景新街，於興南路左轉，至興南路二段399巷。

- 大眾運輸工具：
  - 公車：搭乘新北市公車249、895路或台北聯營公車670路，於烘爐地站牌下車，再左轉興南路二段399巷步行約500公尺到達登山口，沿登山階梯步道步行經（大型）停車場處、烘爐地南山福德宮到達烘爐塞山（步道約2公里）。
  - 捷運：南勢角站4號出口，沿興南路步行約2公里至烘爐地站；或轉乘新北市新巴士F512路（自強國中－烘爐地）至終點橫路里站(地點同新北市公車烘爐地站)；F512路免費巴士逢禮拜六、日及農曆的初二、十六延駛上山至山腰烘爐地（大型）停車場，登山階梯步道在土地公塑像左手邊。

## 其他
- 施文彬推出了台語歌「烘爐地之戀」（2011）。

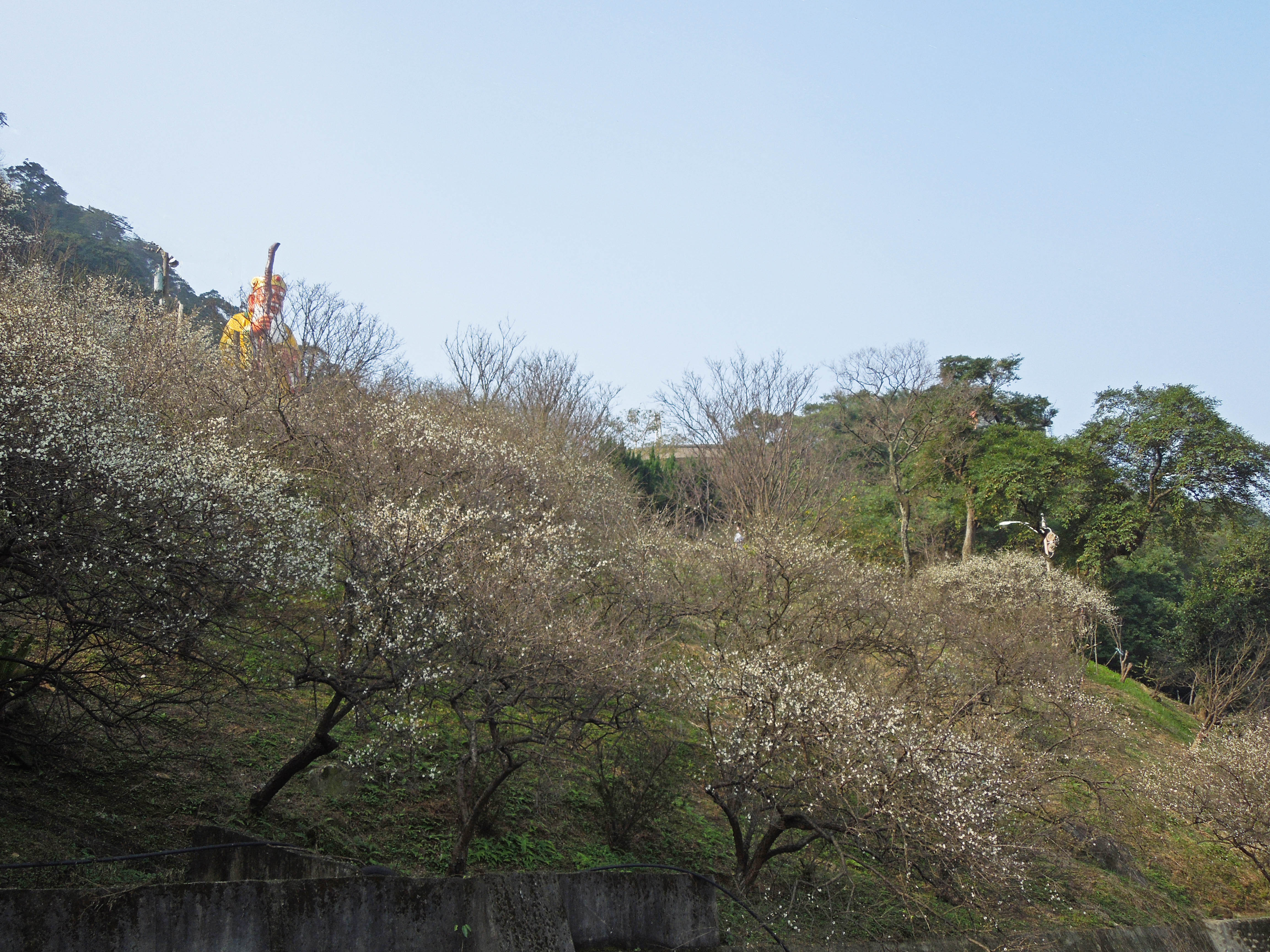
一月烘爐地S彎道上梅花盛開
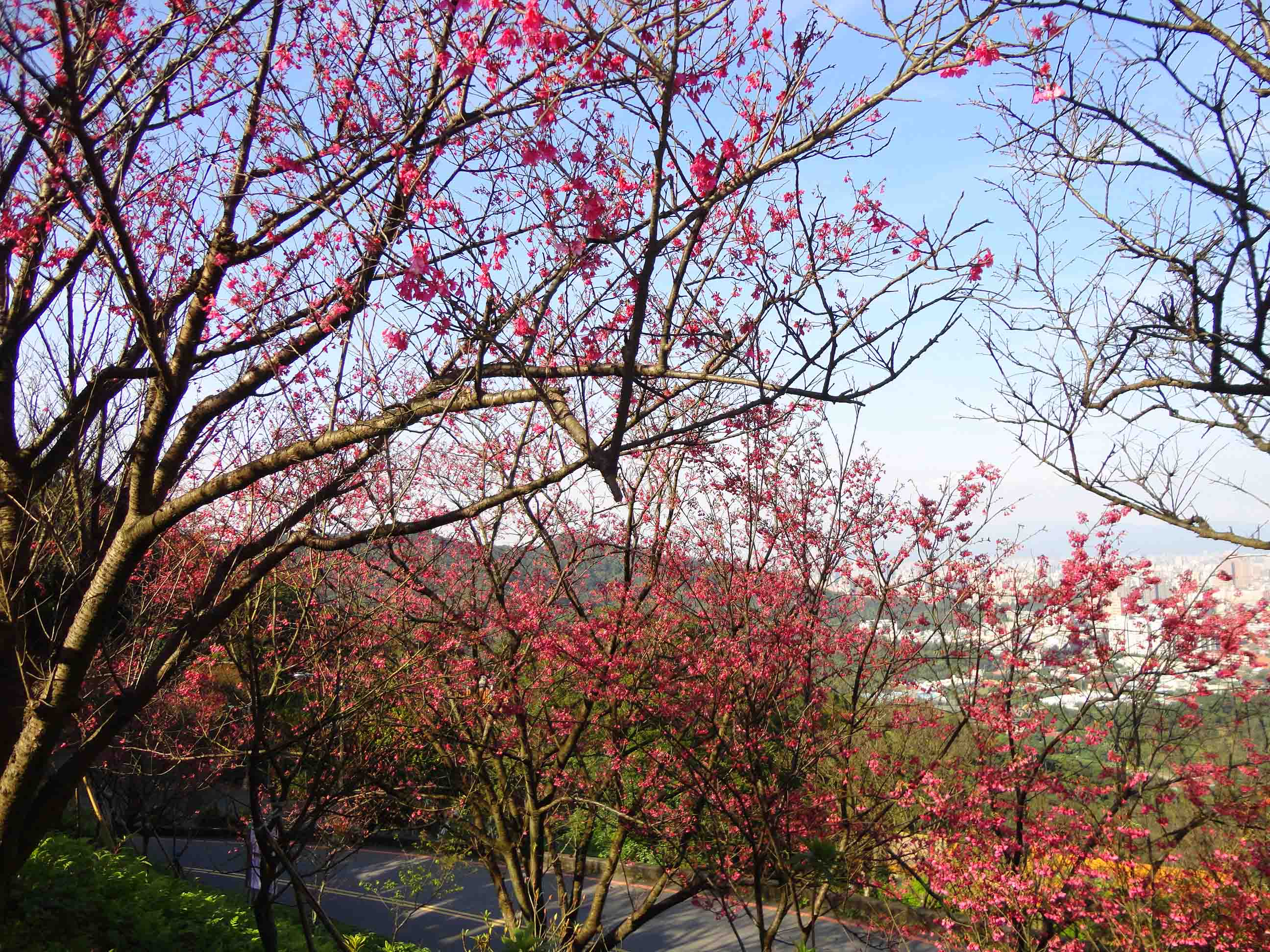
二月烘爐地S彎道上山櫻花盛開
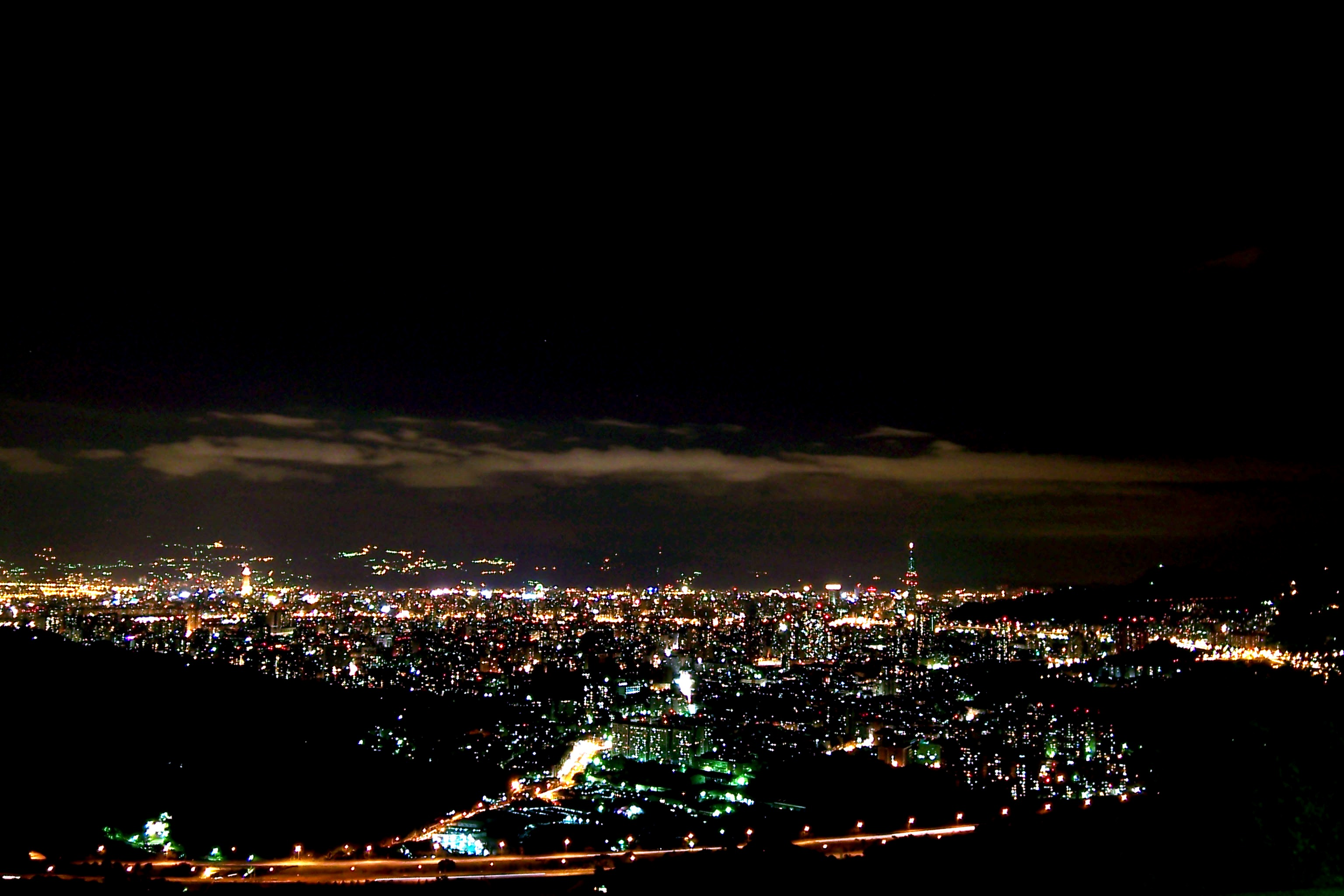
烘爐地之夜

## 外部連結
- 烘爐地-南山福德宮 （页面存档备份，存于）
- 外南勢角山  新北市觀光旅遊網 （页面存档备份，存于）
- 圓通寺登山步道  新北市觀光旅遊網 （页面存档备份，存于）
- 烘爐地登山步道  新北市觀光旅遊網 （页面存档备份，存于）